# Schwyzer Meie
Schwyzer Meie ist ein Buch mit einer Sammlung von Mundartgedichten der Deutschschweiz. Es bietet den besten zeitgenössischen Überblick über den Dialektbereich dieser literarischen Gattung in der Schweiz seit dem 19. Jahrhundert und bis in die 1930er Jahre.

## Herausgeber
Die Anthologie schweizerischer Lyrik mit dem vollen Titel Schwyzer Meie. Die schönsten schweizerdeutschen Gedichte wurde vom Publizisten Adolf Guggenbühl und dem Literaturforscher Georg Thürer redigiert und erschien im Jahr 1938 im Zürcher Schweizer Spiegel Verlag, der eine Dialektsparte führte. Für die grafische Gestaltung des Buches verpflichtete der Verlag Helmuth Kurtz und August Frey.

## Zum Buchtitel
Im Alemannischen bezeichnet der Ausdruck  Meie einen Blumenstrauss. Die Bedeutung ist seit dem Spätmittelalter belegt. Die Verwendung im Sinne einer Anthologie entspricht dem gleichbedeutenden deutschen «Blütenlese» oder dem lateinischen Florilegium.
Einen Titel mit dem gleichen Begriff wählte der Zürcher Musiklehrer und Komponist Alfred Stern für das Mundartliederbuch Liedermeie, das er im Jahr 1951 beim Verlag Musik Hug herausgab.

## Inhalt
Guggenbühl und Thürer stellten aufgrund der knappen damals verfügbaren Literatur zur schweizerdeutscher Lyrik und zu den Mundartliedern und im direkten Kontakt mit Dialektschriftstellern und Verlagen einen umfangreichen Konvolut von Gedichten des 18. bis 20. Jahrhunderts zusammen, aus dem sie 154 Stück sowie einige kleinere Verse für das Buch auswählten und vorbereiteten. So weit es bei der ungleichen regionalen Verteilung der Mundartautoren möglich war, berücksichtigten sie Werke aus allen Deutschschweizer Kantonen.
Die Gedichtsammlung umfasst einige ältere Gedichte und Volkslieder, deren Verfasser nicht bekannt sind, und Arbeiten von 50 Schriftstellern, von denen die Hälfte zur Zeit der Buchredaktion noch als zeitgenössische Autoren tätig war, so etwa Josef Reinhart. Einige der Autoren wie Gottlieb Jakob Kuhn und Franz Josef Schild zählten zu den ersten Mundartdichtern der Schweiz im frühen 19. Jahrhundert, andere lebten und schrieben um die Wende zum 20. Jahrhundert, z. B. Meinrad Lienert, von dem mehr als 20 Gedichte im Schwyzer Meie abgedruckt sind. Das Buch enthält biographische Angaben zu den Dichtern und ein Glossar besonderer Mundartausdrücke.
Mit mehreren Werken sind im Gedichtband ausserdem Fritz Liebrich, Adolf Frey, Julius Ammann, Traugott Meyer und Dominik Müller vertreten.